# かながわ観光大学推進協議会
かながわ観光大学推進協議会（かながわかんこうだいがくすいしんきょうぎかい）は、観光分野の人材育成等を通じて「観光立県かながわ」の実現を目指すことを目的に神奈川県（国際文化観光局）と県内で観光分野の学部・学科を有する松蔭大学（厚木市）・  東海大学（平塚市）・國學院大學 （横浜市）・横浜商科大学（横浜市）・フェリス女学院大学（横浜市）の5大学で構成する協議会である。2010年に発足。2018年現在の協議会会長は東海大学観光学部の橋本佳典教授が務める。

## 沿革
- 2010年 神奈川県と松蔭大学、文教大学、横浜商科大学との4者間で「観光分野における神奈川県と大学との連携」協定を締結。
- 2011年 東海大学が参画。
- 文教大学がキャンパス移転により脱会。
- 2024年 國學院大學が参画。

## 活動内容
神奈川県内を移動し、各地域における観光分野の人材育成、観光まちづくりそして観光産業の振興に寄与することを目的に、地域を舞台と見立てた現場をキャンパスとして開講する取り組みを「かながわ移動観光大学」と題して取組んでいる。
- 令和6年度事業実施予定

かながわ観光行政インターンシップ事業
ツーリズムEXPOジャパン2024出展
学生による県公式インスタグラム（英語圏向け）投稿事業
- 令和5年度事業実施状況

県内自治体への学生受入事業
学生による県公式インスタグラム（英語圏向け）投稿事業
- 令和4年度事業実施状況

学生による県公式インスタグラム（英語圏向け）投稿事業
神奈川県魅力創造協議会ネットワーキング会議への大学生の参加
テーマ「インスタグラムを活用した観光情報の発信について」
第21回全国産業観光フォーラムin小田原への参画
一般社団法人小田原市観光協会と「小田原のなりわい文化とまち歩き観光」の共催
- 令和3年度事業実施状況

高校生　外国人「おもてなしアイデア」コンテスト
新型コロナウイルス感染症の影響により開催を中止することとしました。
かながわ観光大学推進協議会10周年記念誌発行
- 令和2年度事業実施状況

高校生　外国人「おもてなしアイデア」コンテスト
新型コロナウイルス感染症の影響により開催を中止しました。
- 令和元年度事業実施状況

第5回　高校生　外国人「おもてなしアイデア」コンテストの結果発表
かながわ移動観光大学（相模原市で実施）
- 平成30年度事業実施状況

第4回　高校生　外国人「おもてなしアイデア」コンテストの結果発表
かながわ移動観光大学（小田原市、相模原市で実施）
かながわおもてなしガイドの発行
- 平成29年度事業実施状況

第3回　高校生　外国人「おもてなしアイデア」コンテスト　結果発表
かながわ移動観光大学（横浜市、小田原市、藤沢市、松田町、真鶴町で実施）
- 平成28年度事業実施状況

第2回　高校生　外国人「おもてなしアイデア」コンテスト　結果発表
かながわ移動観光大学（横浜市、真鶴町で実施）
- 平成27年度事業実施状況

第1回　高校生　外国人「おもてなしアイデア」コンテスト　結果発表
かながわ移動観光大学（海老名市で実施）